# Escales (Ibert)
Escales est une suite symphonique de Jacques Ibert. Composées entre 1920 et 1922 à la suite d'une croisière en Méditerranée, ces impressions de voyage sont créées aux Concerts Lamoureux en 1924 sous la direction de Paul Paray. Elles font partie des œuvres musicales qui ont valu à leur auteur « une notoriété mondiale ». 
Faisant autrefois partie des collections Aristophil, le manuscrit autographe des Escales fut préempté par la Bibliothèque nationale de France lors d'une des ventes aux enchères de la société, le 20 juin 2018. 

## Structure
1. Rome - Palerme
2. Tunis - Nefta
3. Valencia

Durée d'exécution: quinze minutes.

## Instrumentation
- un piccolo, deux flûtes (la deuxième flûte jouant le deuxième piccolo), deux hautbois, un cor anglais, deux clarinettes, trois bassons, quatre cors, trois trompettes, trois trombones, un tuba, quatre timbales, nombreuse percussion (grosse caisse, cymbales, tambour militaire, tambour de basque, castagnettes, triangle, tam-tam, xylophone), un célesta, deux harpes, cordes.